# Gallifa
Gallifa è un comune spagnolo di 183 abitanti situato nella comunità autonoma della Catalogna.